# Sarah Knauss
Sarah DeRemer Knauss z domu Clark (ur. 24 września 1880, zm. 30 grudnia 1999) – Amerykanka, znana z długowieczności. Od kwietnia 1998 była najstarszą żyjącą osobą na świecie. Należy do niej rekord długości życia w Stanach Zjednoczonych.

## Życiorys
Urodziła się w nieistniejącym już miasteczku górniczym Hollywood (stan Pensylwania). W 1901 wyszła za mąż za Abrahama Lincolna Knaussa, lokalnego działacza Partii Republikańskiej i agenta ubezpieczeniowego.
Po śmierci Kanadyjki Marie-Louise Meilleur w kwietniu 1998 została uznana przez Księgę rekordów Guinnessa za najstarszego żyjącego człowieka na świecie. Żyła jeszcze półtora roku, ustanawiając rekord długości życia w USA na 119 lat i 97 dni; poprawiła wynik Carrie White (1874–1991) oraz Lucy Hannah (ur. 16 lipca 1875, zm. 21 marca 1993) (wiek White budzi wątpliwości badaczy, chociaż za życia była oficjalną rekordzistką Guinnessa). 119 lat Sary Knauss jest trzecią udokumentowaną długością życia ludzkiego. W 1995 zapytana, czy cieszy się ze swojego długiego życia, odpowiedziała: "Tak, bo cieszę się dobrym zdrowiem i mogę robić wiele rzeczy, które lubię."
Od grudnia 1999 tytuł światowej nestorki przeszedł na Brytyjkę Evę Morris, młodszą od Knauss o ponad 5 lat.